# Millicom
Millicom International Cellular S.A. (NYSE: MICC), más conocido como Millicom, es un operador de telefonía móvil con sede central en Luxemburgo con presencia en AméricaLatina.
Las oficinas centrales de Millicom se encuentran en Luxemburgo, la compañía provee de servicios de televisión e internet, además de servicios móviles de telefonía e internet en más de 9 países. Millicom provee servicios de telefonía móvil a más de 46 millones de clientes en 9 países de América Latina.
En marzo de 2025, el SDR de Millicom fue excluido de cotización en Nasdaq Estocolmo, como parte de la estrategia de la compañía para consolidar la negociación de sus acciones en una sola bolsa: el Nasdaq Stock Market en los Estados Unidos.
En mayo de 2025, Millicom anunció un acuerdo definitivo para adquirir las operaciones de Telefónica en Uruguay por USD 440 millones, reforzando su presencia en Sudamérica y ampliando su base de clientes y espectro en un mercado donde ya lidera los servicios móviles.
En junio de 2025, Millicom firmó un acuerdo por USD 380 millones para adquirir las operaciones de Telefónica en Ecuador, una economía dolarizada con perspectivas macroeconómicas favorables y un ecosistema digital en crecimiento. La adquisición amplía la escala regional de Millicom y fortalece su estrategia de crecimiento a largo plazo en América Latina.

## América Latina

### Guatemala
Millicom opera en Guatemala desde 1990. Posee el 100% de participación accionaria en la operación, tras adquirir el 45% restante de su socio local en noviembre de 2021 por US\$2.200 millones. La marca Tigo se lanzó en 2004, reemplazando a las marcas nacionales COMCEL y Amigo de COMCEL. Tigo Guatemala es el principal operador móvil del país, con más de nueve millones de clientes y una participación de mercado del 53,4%. La penetración móvil se estima en 112% (según GSMA, 2017), mientras que la penetración de internet es del 27% (Banco Mundial, 2015). Tigo también ofrece servicios financieros móviles a través de Tigo Money, así como servicios de banda ancha, cable y soluciones para empresas.

### El Salvador
Millicom ofrece servicios móviles, de cable y otros servicios fijos en El Salvador a través de Telemovil, una subsidiaria de propiedad total de Millicom. Tigo El Salvador opera en el país desde 1993. Actualmente es el principal operador móvil del país, con tres millones de clientes y una participación de mercado del 37,8% (2015). Tigo también es el principal proveedor de servicios de banda ancha y televisión por cable, y ofrece servicios satelitales DTH, servicios financieros móviles bajo la marca Tigo Money, y soluciones corporativas y B2B. Millicom posee el 100% de la participación accionaria (Q1 2014).

### Honduras
Tigo fue lanzado en 2004, reemplazando a la antigua marca nacional CELTEL. Actualmente es el principal proveedor de servicios móviles en un país de ocho millones de habitantes, con aproximadamente 4,8 millones de clientes. Su cuota de mercado en el sector móvil es del 66%. Tigo Honduras también ofrece servicios de banda ancha, cable, empresas, satélite y servicios financieros. Millicom posee el 66,7% de la participación accionaria.

### Paraguay
Millicom ofrece servicios móviles, de cable y otros servicios fijos en Paraguay a través de varias subsidiarias de propiedad total. Opera en Paraguay desde 1992 y actualmente es el principal operador móvil con 3,8 millones de suscriptores en una población de 6,7 millones (Banco Mundial 2012). Desde su lanzamiento en 2014, Tigo Home se ha convertido en el líder del mercado en servicios de televisión paga y banda ancha fija, junto con el primer servicio satelital DTH de Millicom. La participación de mercado de Tigo en telefonía móvil es del 56,4%. Tigo Paraguay tiene derechos exclusivos de transmisión de los partidos del campeonato nacional de fútbol hasta 2023, y es patrocinador exclusivo en telecomunicaciones de la Selección Nacional de Paraguay hasta 2023. Millicom posee el 100% de la operación.

### Nicaragua
En 2019, Millicom adquirió Telefonía Celular de Nicaragua, S.A. ("Telefonía Nicaragua"), el principal proveedor de servicios móviles en el país según el número de suscriptores. Al 31 de diciembre de 2020, Millicom prestaba servicios móviles a 3,5 millones de suscriptores a través de la marca Tigo. Antes de 2019, Millicom tenía una presencia muy limitada en Nicaragua, ofreciendo principalmente servicios fijos B2B. Desde 2018, Tigo Nicaragua también ofrece servicios de cable a una base de clientes pequeña pero en rápido crecimiento.

### Costa Rica
Tigo Costa Rica es el principal operador de televisión paga del país, con más de 30 años de servicio bajo diferentes marcas, desde la adquisición de Amnet por parte de Millicom en 2008. En agosto de 2024, Millicom y Liberty Latin America anunciaron un acuerdo para combinar sus operaciones en Costa Rica, con el objetivo de crear un operador convergente más fuerte, con mayor escala, mejores servicios y capacidades de red ampliadas.

### Bolivia
Millicom ofrece servicios móviles, de cable y otros servicios fijos en Bolivia a través de TELECEL (una marca boliviana) que posee y opera totalmente bajo la marca Tigo. Actualmente, Tigo Bolivia es el segundo operador móvil más grande del país (población de 10,5 millones – Banco Mundial 2012), con más de 3,9 millones de clientes. Compite con Entel y Nuevatel PCS (bajo la marca Viva). Los servicios bajo la marca Tigo incluyen Tigo Money, Tigo Star, Tigo Sports, Tigo Business y Tigo Smart. En 2014, Bolivia lanzó el primer servicio satelital DTH de Millicom. Millicom posee el 100% de la operación.

### Colombia
Tigo Colombia fue lanzado en 2006 y es el tercer mayor proveedor de servicios móviles del país, con más de diez millones de clientes. Sus servicios incluyen Tigo Money y UNE internet y banda ancha, con una expansión significativa desde 2014 tras la firma de un acuerdo marco de fusión con UNE EPM Telecomunicaciones (del grupo Empresas Públicas de Medellín) en 2013. Millicom posee el 50% más una acción de la operación y también cuenta con un portafolio creciente en servicios digitales y comercio electrónico.
En mayo de 2024, Millicom y EPM firmaron un acuerdo definitivo para fusionar sus operaciones móviles bajo la marca Tigo, consolidando la propiedad y simplificando la gobernanza. La transacción busca fortalecer la posición de mercado de Tigo, mejorar la sostenibilidad financiera y aumentar la inversión en infraestructura y servicios digitales.
En marzo de 2025, Millicom anunció la firma de un acuerdo definitivo con Telefónica para adquirir sus operaciones móviles en Colombia, consolidando aún más su presencia en el mercado. Esto sigue a un anuncio previo en julio de 2024 sobre su interés en posibles adquisiciones. Se espera que la integración de los activos de Telefónica mejore la cobertura de red, la base de clientes y la competitividad del sector móvil colombiano.
Los canales exclusivos de Tigo Colombia incluyen Tigo Sports, lanzado por primera vez el 7 de abril de 2014. Es el segundo canal deportivo del país, con derechos de transmisión de: Categoría Primera C (siete partidos por jornada), Copa Colombia (tres partidos por ronda), Premier League (hasta seis partidos por jornada) y Superliga de Grecia (cuatro partidos por jornada).

### Panamá
Millicom adquirió el 80% de Cable Onda, un proveedor panameño de televisión por cable y servicios de internet, por US\$1.460 millones en octubre de 2018. Eliminó la marca Cable Onda en 2020, reemplazándola por la marca Tigo. En febrero de 2019, Tigo anunció la compra de las operaciones de Telefónica en Panamá, Costa Rica y Nicaragua por US\$650 millones, US\$570 millones y US\$430 millones respectivamente, totalizando US\$1.650 millones. Tigo planificó eliminar la marca Movistar (operada por Telefónica) en esos mercados dentro del año posterior a la compra. La transacción se completó en agosto de ese mismo año.
Al 31 de marzo de 2025, Millicom mantiene operaciones en nueve países de América Latina: Bolivia, Colombia, Costa Rica, El Salvador, Guatemala, Honduras, Nicaragua, Panamá y Paraguay.

## Empresas de Grupo Millicom

### Millicom International Cellular, S.A.
Esta compró la empresa Amnet el 1 de octubre de 2008 por 510 millones de dólares, reemplazándola con la marca Tigo. Amnet ofrece servicios de televisión analógica y digital por fibra óptica y cable, internet de banda ancha y telefonía en El Salvador, Guatemala, Honduras, Bolivia, Paraguay, Colombia, Costa Rica, Nicaragua e incluyendo recientemente Panamá con la adquisición del 80% de las acciones de Cable Onda por más de 1400 millones de dólares estadounidenses.

El 21 de febrero de 2019, Telefónica anunció la venta de sus filiales en Nicaragua, Costa Rica y Panamá al grupo Millicom International. La operación se cerró por un precio total incluida deuda de US$1.650 millones en una primera instancia, pero posteriormente solo se concretó la venta de Nicaragua y Panamá, dejando la operación de Telefónica Costa Rica fuera de dicha venta, siendo posteriormente adquirida por otro operador.

### Millicom Móvil
Millicom International Cellular, S.A. es propietaria del grupo de telefonía móvil propiedad de Millicom Móvil, con presencia en América y África que provee de servicios móviles y de Internet desde el año 2013. Actualmente tiene presencia en 12 países, operando en la mayoría bajo las marcas Tigo y UNE.